# Sunsoft

Sunsofts logotyp.

Sunsoft är ett företag som utvecklar dator- och TV-spel. Företaget grundades år 1978 av Sun Corporation, en del av Sun Electronics.

## Spel till Nintendo Entertainment System gjorda av Sunsoft
- Blaster Master
- Fester's Quest
- Freedom Force
- Gimmick!
- Gremlins 2: The New Batch
- Batman
- Batman: Return of the Joker
- Ufouria: The Saga
- Journey to Silius
- Platoon
- Spy Hunter
- Xenophobe